# Валд (Горњи Палатинат)
Валд (њем. Wald) град је у њемачкој савезној држави Баварска. Једно је од 38 општинских средишта округа Кам. Према процјени из 2010. у граду је живјело 2.818 становника. Посједује регионалну шифру (AGS) 9372169.

## Географски и демографски подаци
Валд се налази у савезној држави Баварска у округу Кам. Град се налази на надморској висини од 543 метра. Површина општине износи 37,8 km². У самом граду је, према процјени из 2010. године, живјело 2.818 становника. Просјечна густина становништва износи 75 становника/km².

## Међународна сарадња
| Мјесто | Држава   | Врста сарадње | Од    |
| ------ | -------- | ------------- | ----- |
| Ајцинг | Аустрија | партнерство   | 1963. |
| Извор  |          |               |       |